# بنو آرتين
بنو آرتين، (بالتركية: Eretna Beyliği)‏ كانوا حكام إحدى إمارات الأناضول التابعة لحكم الإيلخانات،  ثم خلفوا الدولة الإلخانية وحكموها خلال القرن الرابع عشر. ظهرت هذه الإمارة بعد اضمحلال قوة سلطنة سلاجقة الروم الذين حكموا منطقة واسعة امتدت من قيصرية إلى سيواس وأماسيا. مؤسس هذه الإمارة هو الضابط المنغولي «آرتين» (بالتركية: Eretna)‏ والنطق الصحيحلاسمه هو "إيريتنا"، أحد القادة الأويغور،  ويعتقد أن هذا الاسم مشتق من اللغة السنسكريتية حيث تعني كلمة «راتنا»: الجوهرة. وعلى الرغم من العمر القصير لهذه الإمارة إلا أنها تركت إرثا معماريا كبيرا.
بعد وفاة آخر سلالة بني آرتين، تولي الحكم قاضي برهان الدين في نفس المنطقة لمدة ثمانية عشر عاما أخرى ولم يكم من سلالة بني آرتين، وهي فترة تعتبرها بعض المصادر استمرارا لنفس الهيكل المؤسسي لإمارة بني آرتين، بينما تعتبرها مصادر أخرى منفصلة.

## تأسيس الإمارة
مؤسس الإمارة هو الضابط المغولي «آرتين» (Eretna أو Eretne أو Artanā) من أصل إيغوري  وكان يخدم «علاء الدين تيمورطاش» (بالتركية: Timurtaş أو Demirtaş Noyan)‏ الحاكم الإلخاني للأناضول، والذي كان من سلالة آل تشوپان التي سيطرت على سياسة الدولة الإلخانية في أواخر أعوامها.
كان آرتين قد وُلد باسم «تيجو باخشي» ثم أسلم وأصبح اسمه «جعفر»، ويُعتقد أن اسم «آرتين» جاء من اسم سنسكريتي بمعنى: «جوهرة» (بالسنسكريتية: रत्न)‏ وتُقرأ: راتنا (Ratna).

### التمرد علىالدولة الإلخانية
أعلن «علاء الدين تيمورطاش» ثورة مفتوحة ضد أبو سعيد بهادر خان الحاكم التاسع للدولة الإيلخانية في ديسمبر 1322م - يناير 1323م، واصفا نفسه «صاحب الزمان» و «إمبراطور الإسلام» وسكّ العملات المعدنية بلقبه الجديد «مهدي»، ومنع المشروبات الكحولية وأعاد التحالف مع دولة مماليك مصر، مما أجبر والده تشوبان على السير ضد ابنه عام 1324م. أقنع تشوبان ابنه بالاستسلام، وأُعدم قائد الأناضول نجم الدين تختي والأمير سوركاجي كمحرضين على التمرد. ثم حصل تشوبان على عفو عن ابنه علاء الدين تيمورطاش من السلطان أبو سعيد بهادر خان، واستطاع تعيينه حاكما على مناطق من أرض الروم.
بعد أن فشلت ثورة تيمورطاش بالتحالف مع المماليك عام 1327م، نال تيمورطاش وقادته عفوا من السلطان أبو سعيد بهادر خان، الحاكم التاسع للدولة الإيلخانية، بعدما تدخل والد تيمورطاش لدى السلطان، ثم عُين تيمورطاش حاكما على مناطق من أرض الروم، وأصبح نائبًا للسلطان عليها.

### نائبًا للسلطان بالوكالة على الأناضول
أصبح «آرتين» نائبًا للسلطان بالوكالة في 22 ديسمبر 1327م عندما غادر «علاء الدين تيمورطاش» حاكم الأناضول إلى مصر المملوكية.
توفي «علاء الدين تيمورطاش» عام 1328م، وأصبح «آرتين» حاكم المغول على الأناضول.

### تأسيس الإمارة
نجح «آرتين» في تأسيس إمارة مستقلة له وعين نفسه سلطانا تحت حماية الدولة المملوكية بمصر، واتخذ لقب «علاء الدين» ونقل العاصمة من سيواس إلى قيصرية، وكان يتحدث العربية ويُعتبر عالم دين.
أعلن «آرتين» استقلاله وفرض سيطرته على أهم مدن الأناضول: نيدا وأنقرة وأماسيا وتوقاد وسامسون وإرزينجان وآق سراي وديڤيلي (بالتركية: Develi)‏ وشبين قره‌ حصار ومرزيفون.
وفقًا لابن بطوطة، كان «آرتين» حاكمًا متدينا وخيِّرًا وعادلاً وذو علم، ويتحدث العربية جيدًا إلى حد ما، فضلاً عن كونه عسكريًا ورجل دولة متمرسًا، اكتسب شهرة بين الناس بلقب «النبي الأمرد» (بالتركية: Köse Peygamber)‏ بسبب لحيته المتناثرة.

توفي أبو سعيد بهادر خان سلطان الدولة الإيلخانية في 30 نوفمبر 1335م في قره باغ، وأُصيبت الدولة الإلخانيَّة بعد وفاته بِالتصدُّع، وتمزَّقت إلى أقاليم لِكُلٍ منها وضعٌ خاص. 

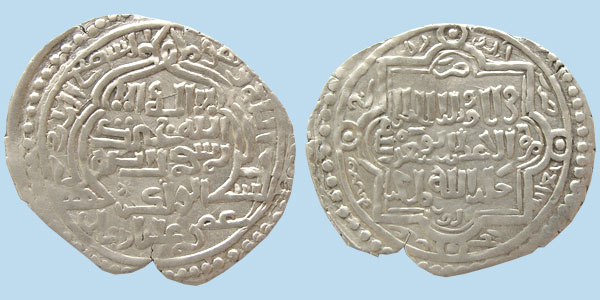
عملة مسكوكة في عهد السلطان أبو سعيد بهادر خان، مكتوب على وجهها: «لا إله إلا الله محمد رسول الله - فسيكفيكهم الله وهو السميع العليم»، وعلى الجانب الآخر: «ضُرب في أيام دولة السلطان الأعظم أبو سعيد خلد اللهُ ملكهُ»، وكُتب في الإطار الدائري: «ضرب إنجورية (أي: أنقرة) في سنة عشرين وسبع مائة».

## نهاية الإمارة
بعد وفاة السلطان محمد چلبي بن علي بن محمد بن آرتين، تولى وزيره قاضي برهان الدين أراضي الإمارة، وكان في الأصل قاضيا ولم يكن من بني آرتين، وأعلن نفسه سلطاناً.
وُلد قاضي برهان الدين في 8 يناير 1345م في قيصرية، ووالده محمد شمس الدين الذي كان قاضيا مثل جده ووالد جده، وينحدر من قبيلة سالور (Salur) من أتراك الأوغوز.
علّمهُ والده تعليمه الأول ثم عززه بالدراسة في مصر ودمشق وحلب. عندما عاد إلى مسقط رأسه عام 1364/65م بعد عام واحد من وفاة والده، كان الحاكم غياث الدين محمد بن آرتين يحترم تعليمه وشخصيته لدرجة أنه أعطى الشاب ليس فقط منصب القاضي، ولكن أيضا زوَّجَهُ ابنته.
بعد مقتل غياث الدين محمد بن آرتين، جاء بعده حكام ضعاف غير أكفاء، وارتقى قاضي برهان الدين إلى منصب الوزير والأتابك، قبل أن يُعلن نفسه سلطاناً ذو سيادة على إمارة بنو آرتين عام 1381م/1382م ويركز حكمه في مدينة سيواس.  برر برهان الدين ادعائه على العرش من خلال إرجاع نسبه إلى السلاجقة، حيث كانت جدته حفيدة كيكاوس الثاني.
حكم قاضي برهان الدين في نفس المنطقة لمدة ثمانية عشر عاما أخرى، وهي فترة تعتبرها بعض المصادر استمرارا لنفس الهيكل المؤسسي لإمارة بني آرتين، بينما تعتبرها مصادر أخرى منفصلة.
خلفه ابنه زين العابدين الذي حكم لفترة قصيرة بين عامي 1398م و 1399م.

## قائمة الحكام
| 1336-1352 | علاء الدين آرتين جعفر    | علاء الدين آرتين جعفر    | علاء الدين آرتين جعفر    | علاء الدين آرتين جعفر    |
| 1352-1366 | غياث الدين محمد بن آرتين | غياث الدين محمد بن آرتين | غياث الدين محمد بن آرتين | غياث الدين محمد بن آرتين |
| 1366-1380 | علاء الدين علي بن محمد   | علاء الدين علي بن محمد   | علاء الدين علي بن محمد   | علاء الدين علي بن محمد   |
| 1380-1381 | محمد شلبي بن علي         | محمد شلبي بن علي         | محمد شلبي بن علي         | محمد شلبي بن علي         |
| 1381-1398 | القاضي برهان الدين أحمد  | القاضي برهان الدين أحمد  | القاضي برهان الدين أحمد  | القاضي برهان الدين أحمد  |